# Karim Ait Darham
Karim Ait Darham (arab. كريم آيت درهم, ur. 19 sierpnia 1985) – marokański piłkarz, grający jako środkowy obrońca w Chabab Ben Guerir, którego jest kapitanem.

## Klub

### Początki
Zaczynał karierę w Chabab Houara – grał tam jako junior.

### Hassania Agadir
1 lipca 2009 roku przeniósł się do Hassanii Agadir.
W sezonie 2011/2012 (pierwszym w bazie Transfermarkt) zagrał 11 meczów.
W sezonie 2012/2013 zagrał 29 spotkań.
Sezon 2013/2014 zakończył z 18 meczami.

### Dalsza kariera
4 sierpnia 2014 roku został zawodnikiem Ittihadu Tanger. 14 lipca roku następnego podpisał kontrakt z Unionem Aït Melloul. 1 sierpnia 2019 roku przeniósł się do Kawkabu Marrakesz. 17 sierpnia 2021 roku został graczem Raja Beni Mellal. 6 sierpnia 2022 roku został zawodnikiem Chababu Ben Guerir.